# Trofeo Zerneri Acciai 2013
Trofeo Zerneri Acciai 2013 – zawody lekkoatletyczne w wielobojach, które odbyły się 2 i 3 maja we Florencji. Impreza była pierwszą w cyklu IAAF Combined Events Challenge w sezonie 2013. 
Zwycięzca dziesięcioboju – Andrej Krauczanka objął dzięki wynikowi 8390 pkt. prowadzenie na listach światowych w tej konkurencji oraz poprawił rekord mityngu.
Ósma zawodniczka siedmioboju – Irlandka Kelly Proper ustanowiła wynikiem 5442 pkt. rekord swojego kraju.

## Rezultaty
| Konkurencja:           | 1. miejsce        | Rezultat     | 2. miejsce    | Rezultat     | 3. miejsce      | Rezultat     |
| Dziesięciobój mężczyzn | Andrej Krauczanka | 8390 pkt. WL | Ashley Bryant | 7985 pkt. PB | Paweł Wiesiołek | 7727 pkt. PB |
| Siedmiobój kobiet      | Anouk Vetter      | 5872 pkt. PB | Jo Rowland    | 5638 pkt. PB | Nadine Visser   | 5577 pkt. PB |